# 欧里亚克区
欧里亚克区（法語：arrondissement d'Aurillac）是法国康塔尔省所辖的一个区。总面积1937平方公里，总人口81896，人口密度42人/平方公里（2017年）。主要城镇为欧里亚克。

## 辖区
欧里亚克区辖有14个县，共有93个市镇。